# Lynd River
Lynd River är ett vattendrag i Australien. Det ligger i delstaten Queensland, omkring 1 600 kilometer nordväst om delstatshuvudstaden Brisbane.
Omgivningarna runt Lynd River är huvudsakligen savann. Trakten runt Lynd River är nära nog obefolkad, med mindre än två invånare per kvadratkilometer. Genomsnittlig årsnederbörd är 1 085 millimeter. Den regnigaste månaden är januari, med i genomsnitt 301 mm nederbörd, och den torraste är augusti, med 3 mm nederbörd.